# Pariżskij
Pariżskij (ros. Парижский) – chutor w Rosji, w obwodzie rostowskim, w rejonie wierchniedońskim. W 2010 liczył 190 mieszkańców.